# Bahnbetriebswerk Kiel

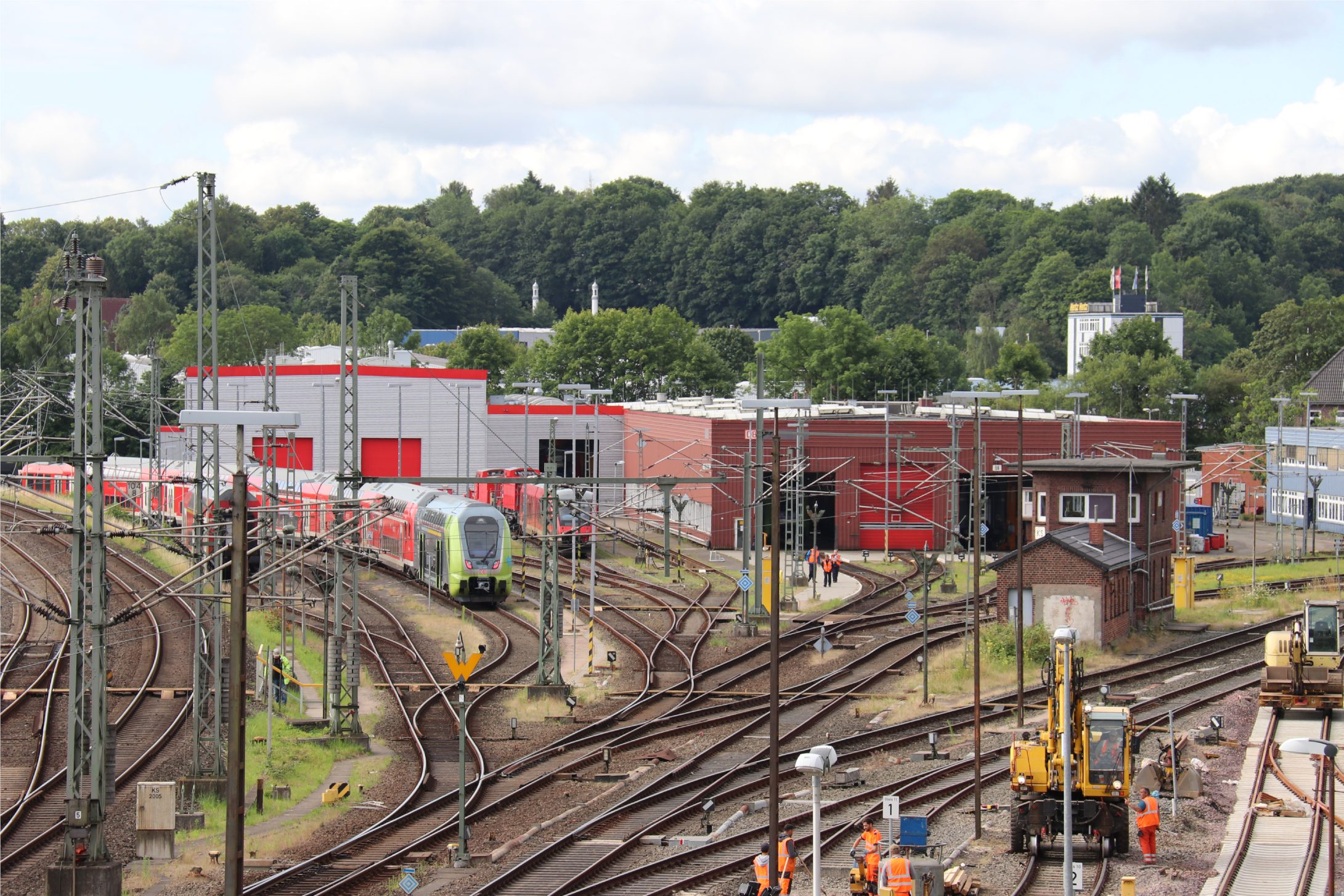
Bw Kiel – neue Werkstatt

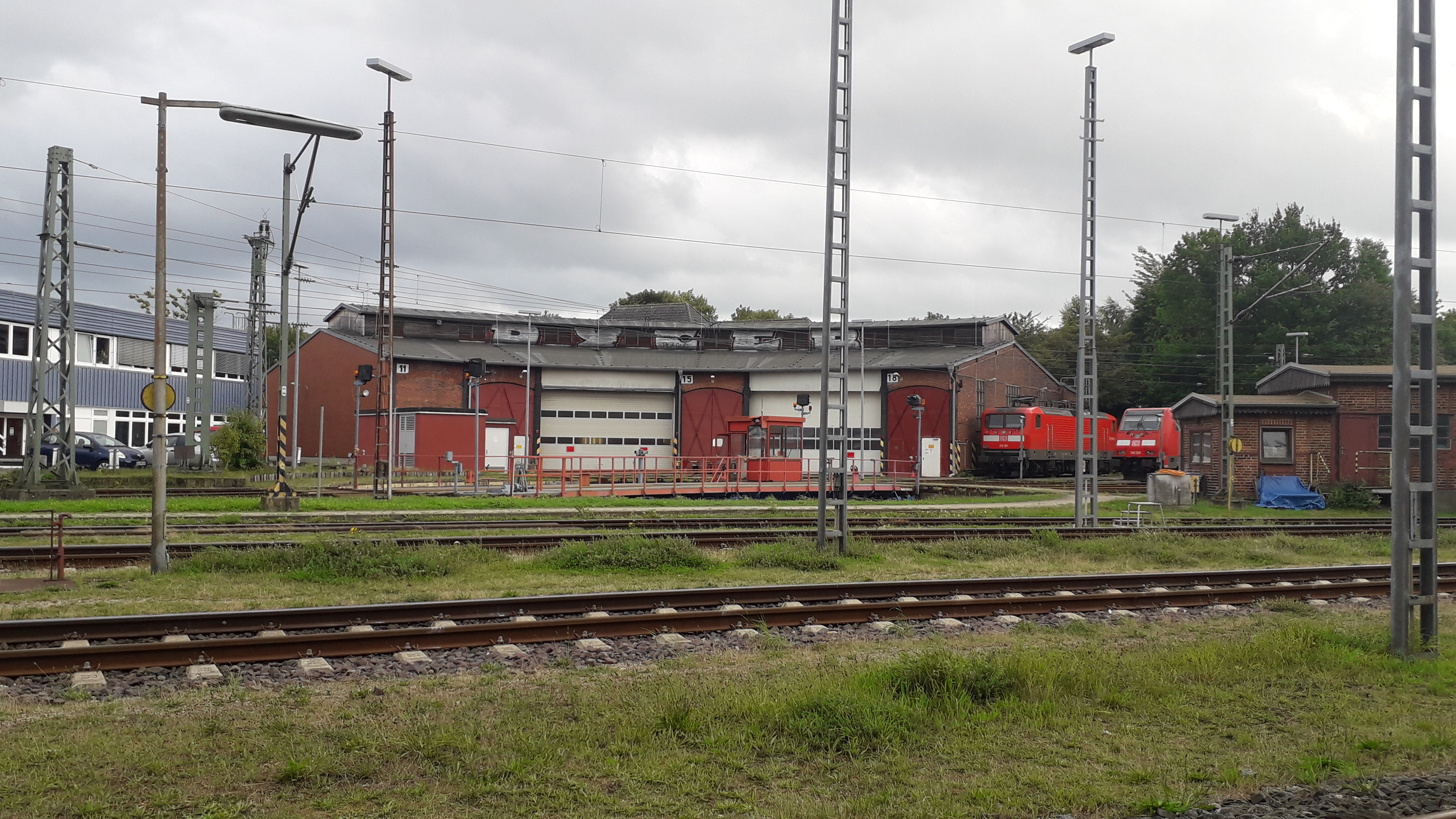
Bw Kiel

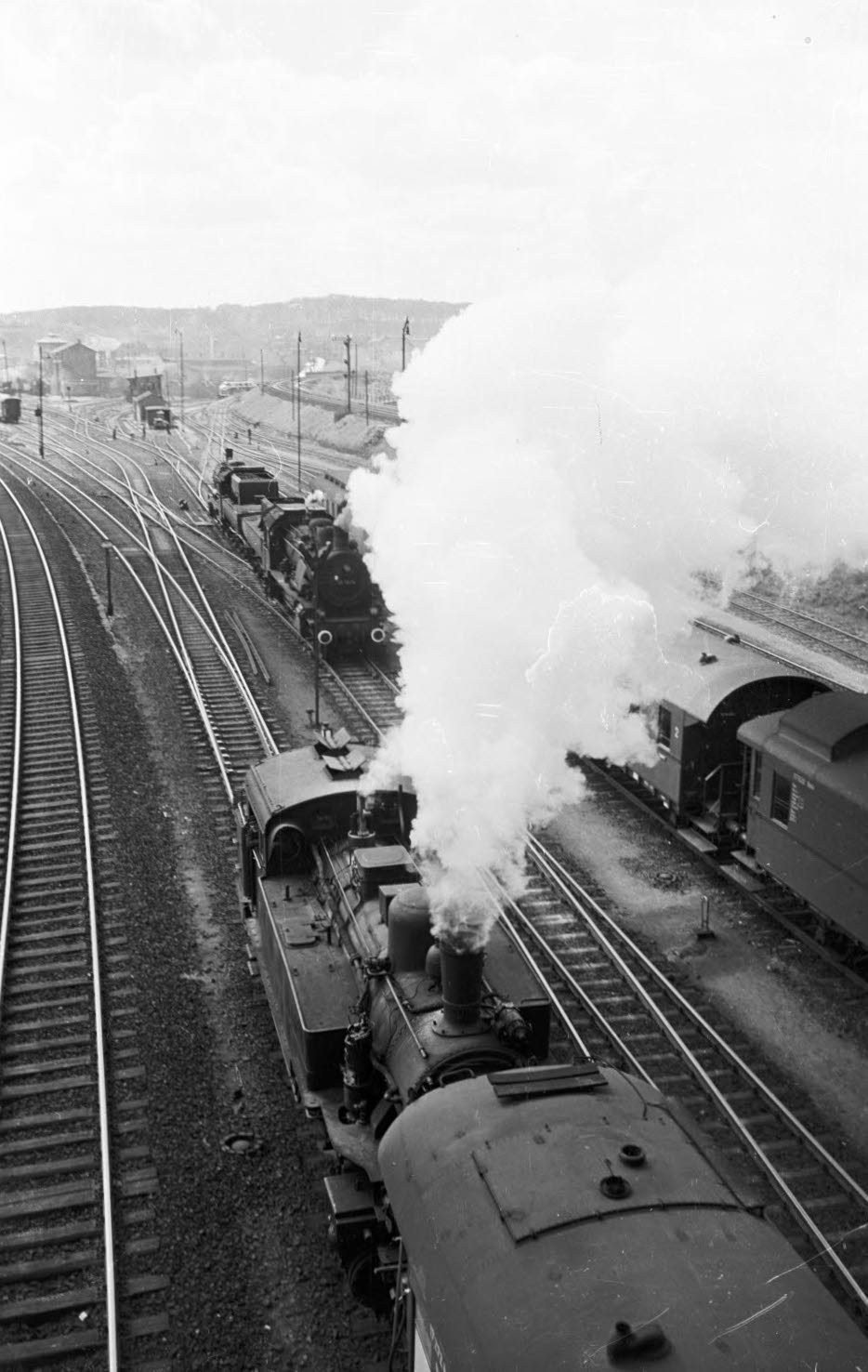
Kiel Hbf, im Hintergrund das Betriebswerk (1957)

Das Bahnbetriebswerk Kiel (Abk. Bw Ki) wurde 1881 gegründet und hatte im Laufe der Jahre zwischen 300 und 599 Mitarbeiter. Es gehört heute zur DB Regio Schleswig-Holstein.

## Geschichte
Der Lokschuppen wurde 1881 fertiggestellt und hatte ehemals 18 Gleise, allerdings wurde im Krieg acht Gleise gesprengt. Momentan existieren noch zehn Gleise, wovon vier befahrbar sind.
Das Bw Neumünster verlor 1969 seine Eigenständigkeit und wurde bis 1988 als Außenstelle des Bahnbetriebswerkes Kiel betrieben.

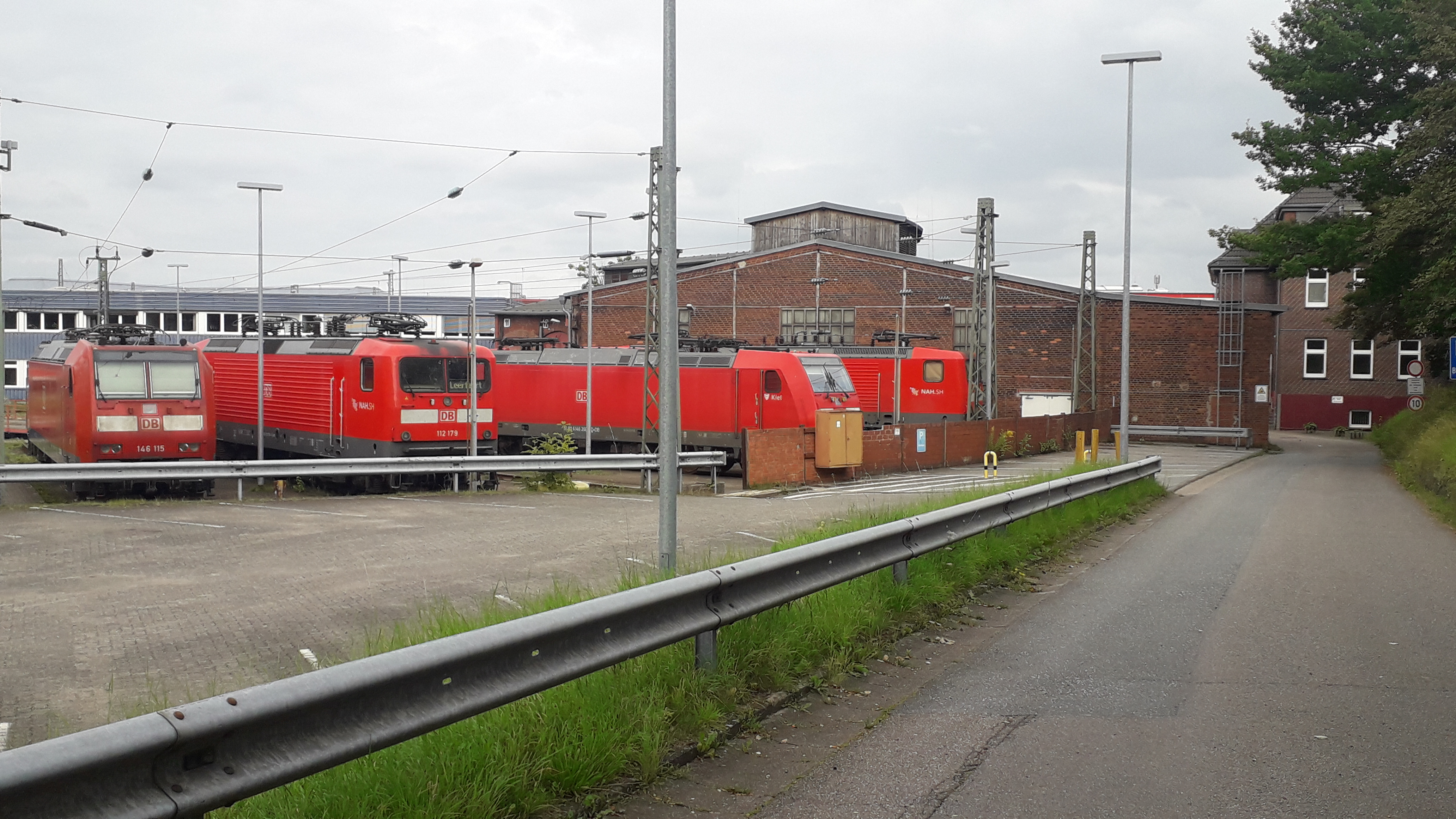

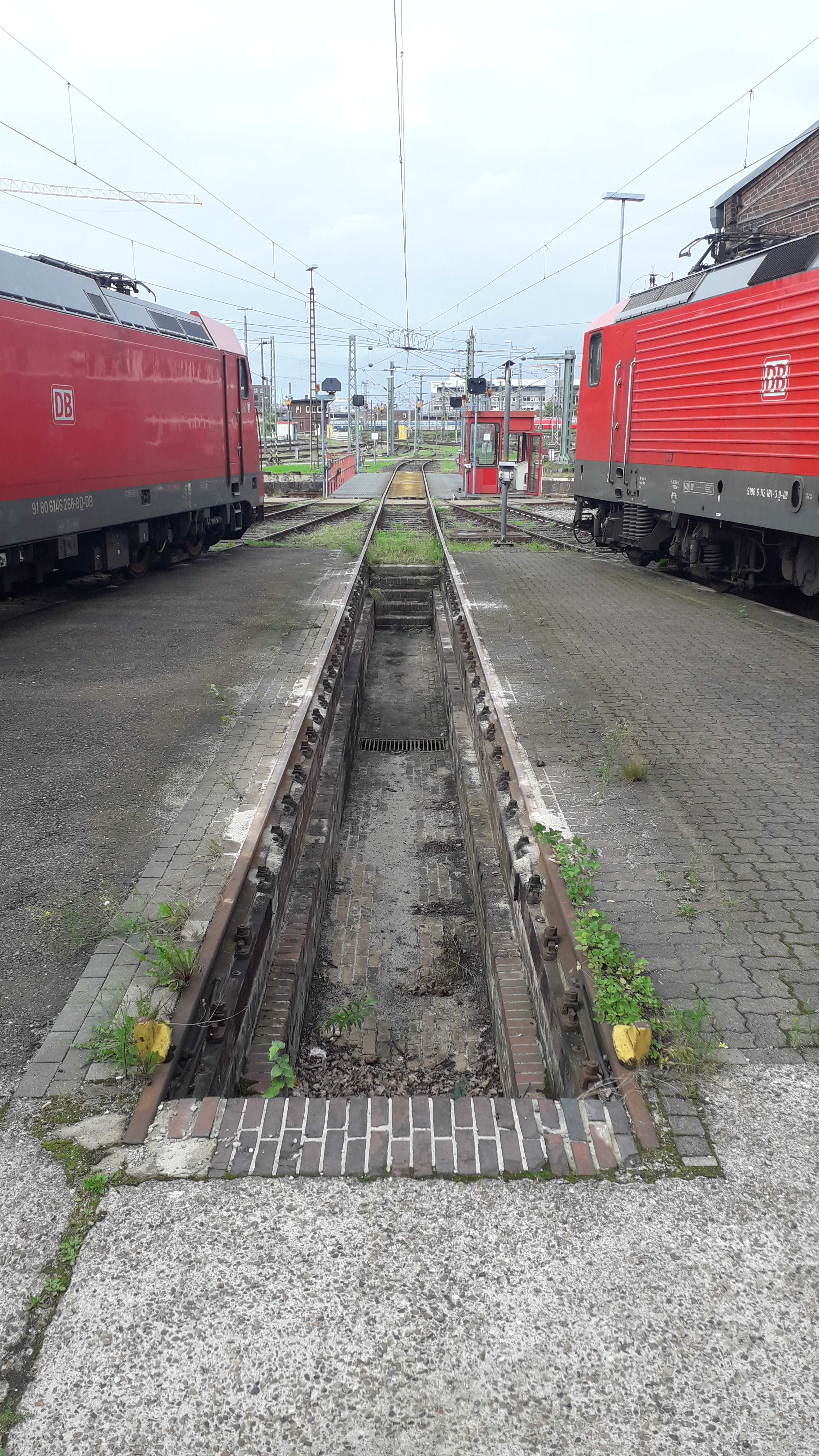
Grube neben dem Lokschuppen

Am 1. Juni 2010 übernahm das Bw Kiel die letzten Lokomotiven des Bahnbetriebswerkes Lübeck.
Das Bahnbetriebswerk Kiel ist für die Wartung des Fahrzeugparks der DB Regio Schleswig-Holstein verantwortlich. Die neue Triebwagen-Werkstatt für Dieseltriebwagen wurde am 2. Juni 2010 vom schleswig-holsteinischen Verkehrsminister Jost de Jager eröffnet. Die Drehscheibe ist teilweise mit Fahrdraht überspannt.
Im Detail werden folgende Arbeiten ausgeführt:
- Bedarfsinstandsetzungen, Laufwerkskontrolle, Nachschau, Fristarbeiten, Außenreinigung und Prüfung der Zugsicherungsanlagen für die Baureihen 143, 114, 143, 218, 628 und 648 sowie für Reisezugwagen. Bei Reisezugwagen werden Drehgestelle getauscht, geschlossene Toilettensysteme entleert und die Innenreinigung durchgeführt.[2]

Zum 1. Juli 2016 war die Regio-Werkstatt Kiel für die Bedarfsinstandsetzung sowie Fristarbeiten fast aller Lokbauarten und Dieseltriebwagen zuständig.
Am 13. Juli 2023 gab das Ministerium für Wirtschaft, Verkehr, Arbeit, Technologie und Tourismus des Landes Schleswig-Holstein (MWVATT) bekannt, dass die neuen Züge vom Typ Alstom Coradia Max im Bahnbetriebswerk Kiel instand gesetzt werden sollen. Dafür soll die Werkstatt durch Alstom ertüchtigt werden.

## Lokumläufe
Ende der 1920er-Jahre fuhr das Betriebswerk Zugleistung mit der BR 38.10 nach Berlin.
1933 bestand für die Lokomotiven der Baureihe BR 17.10 ein dreitägiger Umlaufplan über Lübeck und Hagenow Land nach Berlin:
- Tag 1: Kiel – D 61 – Berlin Lehrter Bf – D 66 – Kiel
- Tag 2: Kiel – D 63 – Berlin Lehrter Bf
- Tag 3: Berlin Lehrter Bf – D 64 – Kiel

Die BR 55 versah den Dienst nach Eutin und Neustadt (Holstein) sowie nach Rendsburg. Ein Teil der BR 74 befand sich in der zu Kiel gehörenden Lokstation Neustadt (Holstein) für den Dienst auf der Bahnstrecke Lübeck–Neustadt. Nach anderer Quelle war die Lokstation zu dieser Zeit dem Bahnbetriebswerk Neumünster unterstellt, das für den Güterverkehr zwischen Kiel und Neumünster verantwortlich war. Erst am 1. April 1941 ist diese Lokstation dem Bw Kiel zugeteilt, das die Bezeichnung Kiel Hbf. hatte.

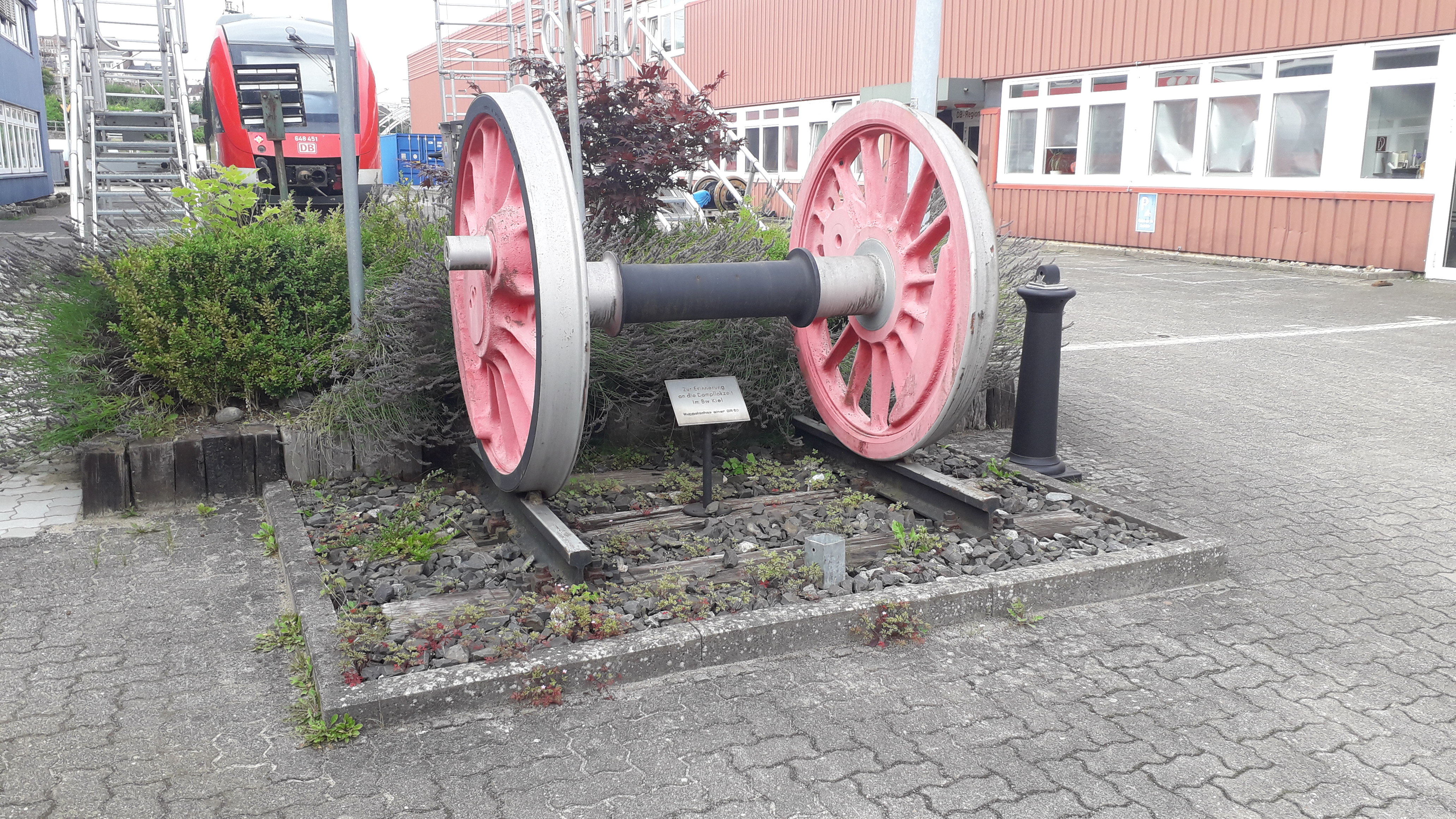
Achse einer BR 50

Im Zweiten Weltkrieg wurden Gebäude und ein Teil des Lokschuppens zerstört und später neu aufgebaut.

## Übersicht der beheimateten Triebfahrzeuge
Am 15. Februar 1933 waren im Bw Kiel folgende Lokomotiven beheimatet:
- BR 17.10: 17 1061, 1063, 1070, 1071, 1072, 1089, 1149
- BR 38.10: 38 1681, 1881, 2010, 2243, 2245, 2321, 2330, 2331, 2332, 2334, 2449, 2601, 2608, 2613, 3314, 3318, 3407, 3579, 3580, 3581, 3977
- BR 54: 54 965, 1035
- BR 55: 55 1603, 1625, 1927, 1980, 2004, 2124, 2173, 2189, 2221
- BR 57: 57 1121, 1222, 1395, 1398, 1476, 1785
- BR 74: 74 415, 640, 642, 668, 708, 786, 939, 995, 1111, 1112, 1114, 1243, 1246
- BR 89: 89 7131, 7356, 7365, 7386, 7387, 7431, 7432, 7433, 7441, 7486,
- BR 91: 91 160, 344, 745, 1100, 1265

Nach 1991 waren hauptsächlich die Baureihen 628 mit Steuerwagen 928, 216 und 218 im Bestand. Zu Beginn des Jahres 2022 sind es hauptsächlich die Baureihen 112, 146.2, 648.